# Les Sept Nounous
Pour plus de détails, voir Fiche technique et Distribution.
Les Sept Nounous (Sem nianek, Семь нянек) est un film soviétique réalisé par Rolan Bykov, sorti en 1962,.

## Fiche technique
- Titre original : Семь нянек
- Titre français : Les Sept Nounous  (C'est une traduction automatique le film n'ayant pas été distribué en France)
- Réalisation : Rolan Bykov
- Scénario : Valeri Semionovitch Frid (ru) et Iouli Teodorovitch Dounski (ru)
- Musique : Karen Khatchatourian
- Décors : David Elievitch Vinitski (ru)
- Photographie : Piotr Abramovitch Satounovski (ru)
- Société de production : Mosfilm
- Pays de production :  Union soviétique
- Langue originale : russe
- Format : couleur – mono
- Genre : comédie
- Durée : 76 minutes
- Date de sortie :
  - URSS : 4 aout 1962

## Distribution
- Alekseï Aleksandrovitch Bakhar (ru) : Gordeïev, directeur de magasin
- Natalia Iakovlevna Batyreva (ru) : Ira
- Valentine Evgueievitch Bourov (ru) : Pavel
- Mikaela Mikhaïlovna Drozdovskaïa (ru) : Maïa
- Zinovy Gerdt : Chamski, le père de Maïa
- Alexeï Gribov : le grand-père de Lena
- Vladimir Ivachov : Viktor
- Viktor Khokhriakov : le responsable de la colonie
- Maria Aleksandrovna Kravtchounovskaïa (ru) : la grand-mère de Lena
- Vera Vladimirovna Maïorova (ru) : Alla (« Sonka-Main d'Or », « Lioubka – Jambe d'Os »)
- Semion Mikhaïlovitch Morozov (ru) : Afanassi Polossoukhine
- Tatiana Dmitrievna Nadejdina (ru) : Lena
- Vera Markovna Orlova : Chamskaïa, la mère de Maïa
- Vladimir Iossifovitch Raoutbart (ru) : le chef d'orchestre
- Valentin Zoubkov : Grigori Ivanovitch Volochine, organisateur de la fête de l'atelier

## Accueil
- 26,3 millions de spectateurs pour la première année d'exploitation.